# Mimas virescens-marginepuncta
Mimas virescens-marginepuncta är en fjärilsart som beskrevs av Tutt 1902. Mimas virescens-marginepuncta ingår i släktet Mimas och familjen svärmare. Inga underarter finns listade i Catalogue of Life.